# ひとりかくれんぼ 劇場版
『ひとりかくれんぼ 劇場版』（ひとりかくれんぼ げきじょうばん）は、日本のホラー映画。
実録!!リアル恐怖DXで行われた、第1回ケータイホラー小説大賞受賞作『ひとりかくれんぼ』の映画化作品。タイトルどおり、都市伝説にある遊び「ひとりかくれんぼ」を題材とする。

## 原作
原作はTAKAKOの『ひとりかくれんぼ〜真夜中の鬼ごっこ〜』（竹書房恐怖文庫）。イラスト付きでモバイルサイト（現・モバイルアプリ）「ヒトコト」（ソニー・デジタルエンタテインメント）でも掲載された。

## 2009年版
『ひとりかくれんぼ 劇場版』（ひとりかくれんぼ げきじょうばん）は、2009年5月23日に公開された。山田雅史監督、川村ゆきえの映画初主演作。

### あらすじ（2009年版）
「ひとりかくれんぼ」という奇妙なゲームは、進めていくと様々な怪奇現象が起こるという噂があった。そして、涼子が担任するクラスのりつ子は、両親の離婚が原因でこのゲームに出会う。ある日、人を呪い殺せるルールがあるという噂を聞いたりつ子は、「父親を殺したい」と言う同級生の相川をゲームに誘う。しかし、相川は、普通とは違う雰囲気を感じ、途中で帰ってしまう。翌日、学校にりつ子の姿は無かった。謎の失踪を遂げたのだ。「ひとりかくれんぼ」と謎の失踪の関連を探っているとまたしても犠牲者が。そして、その恐怖は、涼子にも訪れる。

### キャスト（2009年版）
- 柏木涼子 - 川村ゆきえ（少女時代：雛乃）
- 宇野りつ子 - 河北麻友子
- 相川良太 - 碓井将大
- 山形先生 - 湯沢勉
- りつ子の母 - 久保田ゆず
- 中塚舞 - 和川未優
- 校長先生 - 山本紀彦
- 松下秋絵 - 堀まゆみ
- 管理人 - 梅田宏
- 女補導員 - 池谷直子
- 洋子 - 広瀬杏美
- 怨霊 - 森直子
- 高校教師 - 川連廣明
- 松田祥一
- 麻亜里
- 女子高生 - 春野恵
- 田村里美 - 生井亜実

### スタッフ（2009年版）
- 製作 - 大橋孝史、小林洋一
- プロデューサー - 磯田修一、上野境介、宇田川和恵
- アシスタントプロデューサー - 舘内亨太、泉口麻裕美
- ラインプロデューサー - 菊池正和
- 監督 - 山田雅史
- 脚本 - 山田雅史、宮本武史
- 主題歌 - Kagrra,「咒葬（じゅそう）」（作詞：一志 作/編曲：Kagrra,）
- 撮影 - 笠真吾
- 照明 - 三谷拓也
- 録音・音楽 - 弥栄裕樹
- 美術 - 西村立志
- 編集 - 山田雅史
- 助監督 - 河上健太郎
- 製作担当 - 中嶋啓介
- 演出助手 - 大原清孝
- 撮影助手 - 中山健
- 照明助手 - 濱田俊介、本多隆人
- 衣装 - 片本晶子
- ヘアメイク - 小林あやめ
- ヘアメイク助手 - 安達麻未、山下まりあ
- 特殊メイク - 大竹敦子
- 特殊メイク助手 - 古澤美緒
- 制作進行 - 尾形龍一
- 造詣協力 - 大谷萌
- 美術協力 - 木村蔵
- スチール・メイキング - 曽根剛、佐藤正純
- 制作プロダクション - トルネード・フィルム
- 制作協力 - パル企画
- 製作デスク - 妹尾紗姫、小松あゆみ、沢田慶
- 特殊メイク協力 - アトリエレザン
- 配給 - ジョリー・ロジャー
- 製作 - JRC.LLC（ジョリー・ロジャー/CINV）、エースデュース
- 上映時間 - 99分

## 2010年版
『ひとりかくれんぼ 新劇場版』（ひとりかくれんぼ しんげきじょうばん）は、2010年7月31日に公開された。増田有華（元・AKB48 / DiVA）の映画初主演作。

### あらすじ（2010年版）
女子高生の河西栞は、音信不通の兄・元也を心配して、その家を訪ねたが、元也の姿はなかった。パソコンには、ひとりかくれんぼを既述したページが残されていた。元也の親友・白石龍二も栞とともに元也を捜す。ひとりかくれんぼと無縁だった栞と白石だったが、栞が白石にひとりかくれんぼのことを告げて以来、不気味な女の影がつきまいとい、怪奇現象が次々と起こる。実は、元也と白石が小学生時代、虐めていた黒川カオルという少女が廃校で行方不明になった事件に端を発していたのだった。

### キャスト（2010年版）
- 河西栞（かわにし しおり） - 増田有華（元・AKB48 / DiVA）
- 渡辺玲子 - 滝口ミラ
- 三塚裕子 - 笠原美香
- ノボル - 丹羽博人
- 河西元也 - 兜政孝（幼少期：大西陸）
- 佐々木早苗 - 小西悠加
- 菊本由紀 - 谷更紗
- 栗原 - 石野敦士
- 樋口義則 - 川連廣明
- アパートの管理人 - 芦澤弘
- 黒川カオル - 林絢音
- 白石龍二 - 相馬圭祐（幼少期：壷井春詩）

### スタッフ（2010年版）
- 製作 - 大橋孝史、酒匂暢彦
- プロデューサー - 岩下裕美、上野境介
- ラインプロデューサー - 菊池正和
- 監督 - 山田雅史
- 脚本 - 山田雅史、宮本武史
- 主題歌 - 山本琴乃「光の扉」
- 撮影 - 笠真吾
- 照明 - 三谷拓也
- 録音・音楽 - 弥栄裕樹
- 美術 - 山田順啓
- 編集 - 山田雅史
- 助監督 - 河上健太郎
- 特殊メイク - 大竹敦子
- 配給 -  ジョリー・ロジャー
- 上映時間 - 83分

## 2012年版
『ひとりかくれんぼ 劇場版 -真・都市伝説-』（ひとりかくれんぼ げきじょうばん しん・としでんせつ）は、2012年9月1日に公開された。鳥居康剛監督、野中美郷（AKB48）の映画初主演作。
都市伝説をモチーフとしたホラー映画シリーズ第3弾。
キャッチコピーは「午前3時に結界が崩壊する」。

### キャスト（2012年版）
- 倉田さくら - 野中美郷（元・AKB48）
- 塚本康介 - 鮎川太陽
- ミサキ - 替地桃子（Girl〈s〉ACTRY）
- 佐々木基樹 - 松本唯
- 伊沢仁志 - 真樹孝介
- 土屋先生 - 橋倉靖彦
- 陽子先生 - 田中涼子
- たら

### スタッフ（2012年版）
- 監督 - 鳥居康剛
- 脚本 - いよく直人
- 撮影・照明助手 - 三浦佑太
- 製作 - 藤本款、大橋孝史
- プロデューサー - 駒宮喜代子、上野境介、平野貴之
- アシスタントプロデューサー - 酒井明
- 宣伝 - 佐々木愛
- 配給 - 島崎良一
- 制作担当 - 和田紳助
- 録音 - 奥田伸雄
- 助監督 - 遠堂直也